# North British Locomotive Company
A North British Locomotive Company (NBL, NB Loco ou North British) foi criada em 1903 por meio da fusão de três empresas de fabricação de locomotivas de Glasgow: Sharp, Stewart and Company (Atlas Works), Neilson, Reid and Company (Hyde Park Works) e Dübs and Company (Queens Park Works), criando a maior empresa de fabricação de locomotivas da Europa e do Império Britânico e a segunda maior do mundo, depois da Baldwin Locomotive Works, nos Estados Unidos.

## História

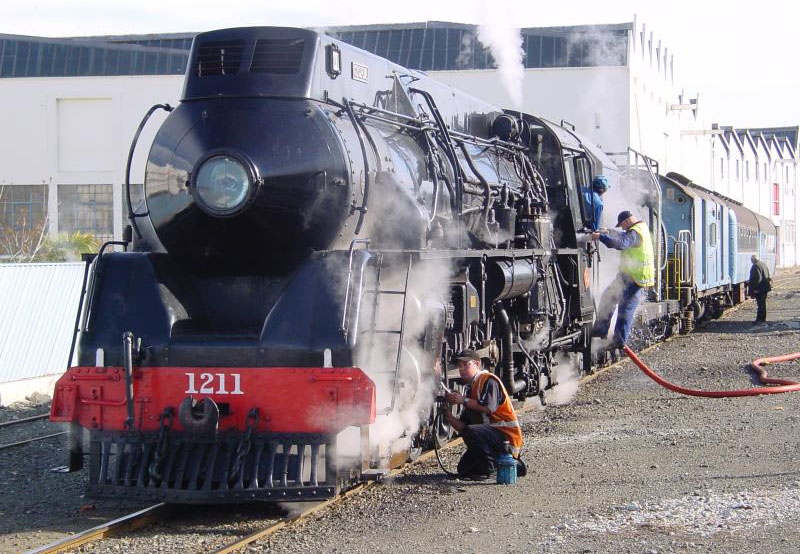
Locomotiva Mainline Steam New Zealand, classe NZR J nº 1211. (NBL 24534 de 1939)

Suas principais fábricas estavam localizadas nas vizinhas Atlas e Hyde Park Works, no centro de Springburn, bem como na Queens Park Works, em Polmadie. Um novo escritório central de administração e desenho para a empresa combinada foi concluído do outro lado da rua da Hyde Park Works na Flemington Street por James Miller em 1909, mais tarde vendido para a Glasgow Corporation em 1961.
As outras duas obras ferroviárias em Springburn eram a St. Rollox Railway Works, de propriedade da Caledonian Railway, e a Cowlairs Railway Works, de propriedade da North British Railway. Ultimamente, ambas as obras foram operadas pela British Rail Engineering Limited após a nacionalização ferroviária em 1948.
Em 1918, a NBL produziu o primeiro protótipo do tanque de batalha anglo-americano Mark VIII para os exércitos aliados, mas com o armistício ele não entrou em produção.

### Declínio
Em 1959, a GEC, o Clydesdale Bank e o HM Treasury investiram em um programa de reestruturação na North British para permitir a transição da empresa da fabricação de locomotivas a vapor para diesel-elétricas e elétricas, centrada na produção da Classe AL4. Talvez imprudentemente, a North British forneceu muitas de suas locomotivas a diesel e elétricas para a BR com prejuízo, esperando compensar isso com enormes pedidos futuros que nunca chegaram.
Isso, e o fluxo contínuo de reivindicações de garantia para corrigir falhas de projeto e fabricação, provaram ser fatais. A North British declarou que estava a entrar em liquidação voluntária em 19 de abril de 1962. Devido à falta de confiabilidade de suas locomotivas elétricas e a diesel no Reino Unido, todas foram retiradas de serviço após vidas úteis relativamente curtas. O local de trabalho da Atlas é agora um parque industrial, e o local de trabalho do Hyde Park é agora o campus do North Glasgow College. O canteiro de obras do Queens Park na Aikenhead Road em Polmadie agora está destinado a uma variedade de usos industriais e comerciais.